# Cikukulu
Cikukulu is een bestuurslaag in het regentschap Tasikmalaya van de provincie West-Java, Indonesië. Cikukulu telt 6029 inwoners (volkstelling 2010).